# Ázsia
Ázsia a világ legnagyobb kontinense, amely területét és népességét tekintve is vezető helyet foglal el. Több mint 44 millió négyzetkilométeres területével bolygónk szárazföldi felszínének körülbelül 30%-át, és teljes felszínének 8%-át teszi ki. Az emberiség történetében Ázsia mindig is kiemelkedő szerepet játszott, hiszen a földkerekség első civilizációinak bölcsőjeként szolgált. A kontinens népessége jelenleg 4,7 milliárd fő körül mozog, ami a világ összlakosságának körülbelül 60%-át jelenti.
Földrajzi értelemben Ázsia Eurázsia földtömegének keleti részét képezi, és az Afroeurázsia szuperkontinens részeként Afrikával és Európával osztozik. Kelet felé a Csendes-óceán, dél felé az Indiai-óceán, észak felé pedig az Északi-sarkvidéki-óceán határolja. Európával való határa történelmi és kulturális konvenciókon alapul, mivel fizikai és földrajzi értelemben nincs egyértelmű elválasztó vonal közöttük. Általánosan elfogadott, hogy Ázsia a Szuezi-csatorna keleti oldalán, a Török-szorosokon, az Urál-hegységen, az Urál-folyón, a Kaukázus-hegység déli oldalán, valamint a Kaszpi- és Fekete-tenger vonalán túl található.
Ázsia, mint földrajzi és kulturális egység, Eurázsia hatalmas területének azon része, amely Európa nélkül marad. Ez a megközelítés a kulturális és történelmi különbségek alapján jött létre, amelyek azóta is meghatározzák a két kontinens közötti megosztottságot.
Gazdasági szempontból Ázsia már az 1. és 19. század között vezető helyet foglalt el, különösen Kína és India gazdaságának köszönhetően. Kína például egészen a 16. századig a legmagasabb GDP-vel rendelkező ország volt, míg a Selyemút és a Malakka-szoros a kereskedelem fő tengelyei voltak. A 20. században Ázsia gazdasága újabb lendületet vett, ugyanakkor az elmúlt évtizedekben a népességnövekedés üteme jelentősen mérséklődött.

A kontinens kulturális és vallási szempontból is kiemelkedő, hiszen Ázsia a legtöbb világvallás, például a hinduizmus, a buddhizmus, a judaizmus, a kereszténység és az iszlám szülőhelye. Társadalmai és kormányzati rendszerei rendkívül sokfélék, és földrajzi adottságai is rendkívül változatosak, az egyenlítői trópusoktól a sarkvidéki tundráig.

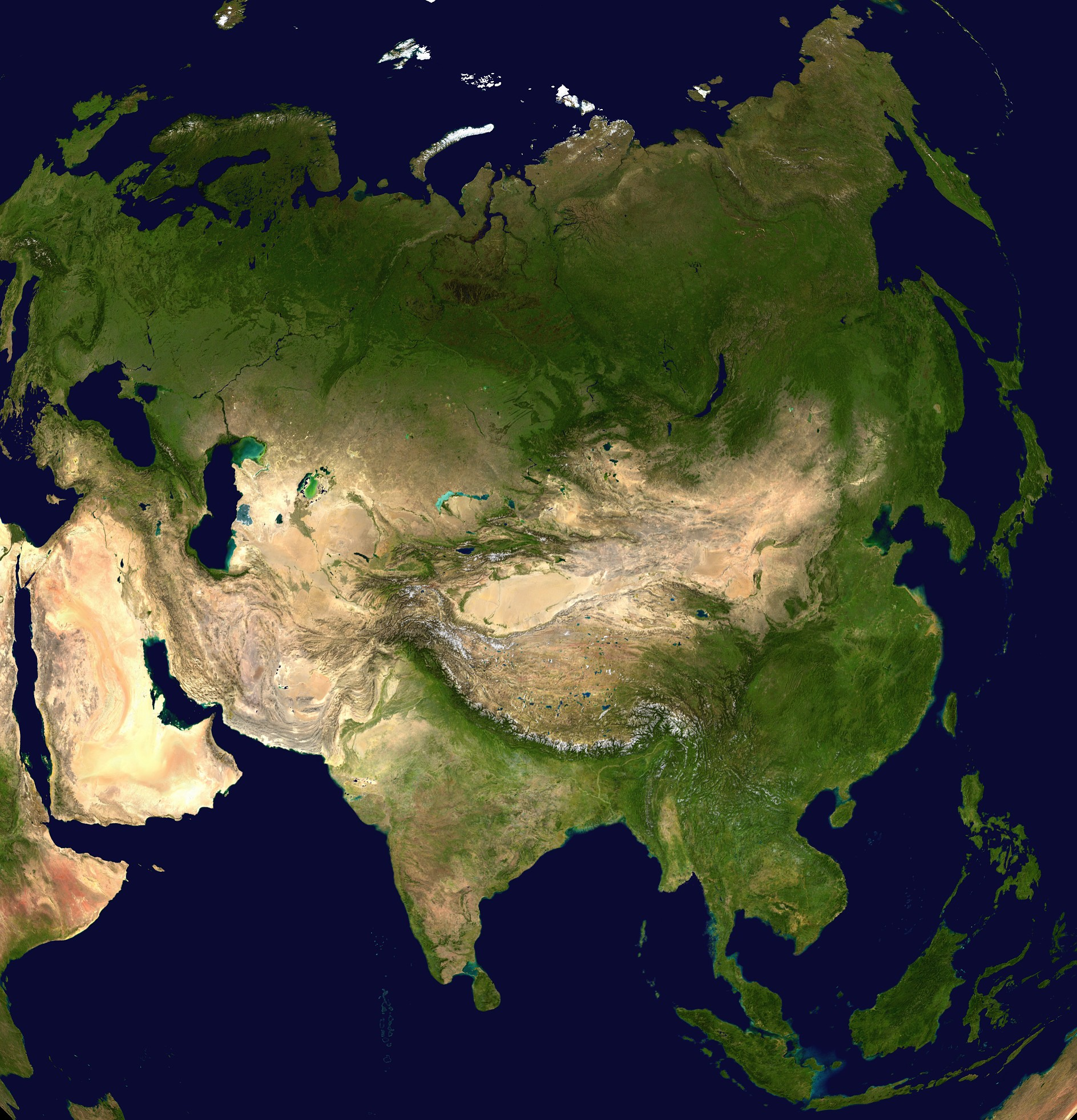
Ázsia műholdas képe

## Elhelyezkedése
Északon a Jeges-tenger, keleten a Csendes-óceán és melléktengerei, délkeleten Ausztrália és Óceánia, délen az Indiai-óceán, délnyugaton a Vörös-tenger, a Szuezi-csatorna és a Földközi-tenger, nyugaton a Fekete-tenger, a Kaukázusi-hegység, a Kaszpi-tenger, az Urál folyó, és az Urál hegység Amerikától pedig a Bering-szoros határolja.
A hatalmas kontinensnek két vitatott hovatartozású területe is van. Az egyik Európa, amelytől „mesterséges” határ (a viszonylag jelentéktelen Urál hegység és Urál folyó) választja el, és ezért sokan a két földrészt Eurázsia néven egyetlen kontinensnek tartják. A másik terület az Arab-félsziget, amely szerkezetét, éghajlatát, növény- és állatvilágát tekintve inkább Afrikához tartozik.
Ázsia partvidéke nagyon tagolt. Déli részét nagy félszigetek alkotják: Kis-Ázsia, az Arab-félsziget, a Hindusztáni-félsziget és Indokína. Hátsó-India keskeny nyúlványa a Maláj-félsziget. Ázsia keleti partvidékén terül el Kamcsatka és a Koreai-félsziget. A legjelentősebb ázsiai szigetek és szigetcsoportok a következők (északnyugatról, az óramutató járása szerint): Novaja Zemlja, Szevernaja Zemlja, Új-szibériai-szigetek, Vrangel-sziget, Szahalin, a Kuril-szigetek, a Szunda-szigetek.

## Történelme
A kontinens népei rendkívül kevertek, mongolid (kínai, koreai, japán, vietnámi, burmai, maláj stb.), europid (indiai, iráni, kaukázusi, orosz stb.), valamint ausztralid típusú emberek élnek itt. A különféle ázsiai népek kultúrája és gazdasági-technikai fejlettsége a történelem során mindig igen különböző volt.
Eurázsia nagy kiterjedése miatt a különböző részein élő nemzetek sokáig nem sokat tudtak egymásról. Az Ázsia távoli részei közötti felfedezőutak már az i. e. 6. században elkezdődtek I. Dareiosz perzsa király parancsára, amikor is a perzsák az Indus torkolatát derítették fel. Az európaiak az ókorban csak Délnyugat-Ázsia egyes részeit ismerték (a görög és római hódítások révén).

### Ázsia a nagy földrajzi felfedezések korában
Az európaiak Ázsia keleti és belső területeivel csak a 13. századtól ismerkedtek meg. Marco Polo velencei utazó kereskedő 1271-ben szárazföldi úton elindult Kínába. Kis-Ázsián, a Kaukázus déli részén, a Kaszpi-tenger déli partvidékén áthaladva Közép-Ázsiába érkezett. Innen aztán a Pamír és a Tien-san hegységek lábainál húzódó keskeny völgyeken át eljutott a mai Kína területére, és elérte annak keleti partvidékét. Jelentős szerepe volt abban, hogy az európaiak kapcsolatba kerültek azzal a fejlett civilizációval, amely például a könyvnyomtatást és a selymet feltalálta.
A további utazók Ázsiát a tenger felől közelítették meg. A kora újkortól a portugálok, spanyolok és oroszok sorra indították expedícióikat a partvidékek és a belső területek megismerésére. Vasco da Gama portugál hajós 1499-ben eljutott Indiába; előbb azonban körülhajózta Afrikát. Néhány évtizeddel később Ázsia partjaihoz délkelet felől egy további portugál expedíció érkezett. Vezetője, Ferdinand Magellan (Fernão de Magalhães) azonban nem sokkal később életét vesztette a bennszülöttekkel vívott harcban a Fülöp-szigeteken. Északon a Jeges-tenger és a Csendes-óceán közötti Bering-szoros felfedezésében – leküzdve a nehéz feltételeket – az orosz expedíciók szereztek érdemeket. A technikailag legfejlettebb (kínai és japán) civilizációk azonban a 19. század második feléig csaknem teljesen zárt területek maradtak az idegenek számára.

### Ázsia felfedezői
Az első jelentősebb „felfedezőutat” az ókorban Nagy Sándor hadjáratai jelentették, amely során egészen az Indus torkolatáig jutott i. e. 4. században. A kereskedők révén India drágaköveivel, fűszereivel, Kína selymeivel ismerkedhettek meg a Római Birodalom népei. A középkorban egyre több hajós kereskedő jelent meg India, Malájföld, Kína partvonalainál. Az Európát Ázsiával összekötő szárazföldi kereskedelmi úton, a selyemúton nemcsak kereskedők, hanem hittérítők, papok és követek is megfordultak. Hitelt érdemlően először a velencei Marco Polo írta le a távoli ázsiai területek, birodalmak sajátosságait az 1200-as években. 1498-ban a portugál hajós Vasco da Gama Afrika megkerülésével jutott el Indiába. 1519-ben a Ferdinand Magellan vezetésével hajóflotta indult a Csendes-óceán és az Atlanti-óceán közti átjáró megkeresésére a spanyol király támogatását elnyerve, az átjárót meg is találták, viszont a körbehajózás folytatását választók közül csak egyetlen hajó tért vissza 19 fővel 1522-ben (Magellán a Fülöp-szigeteken halt meg). A 17. században a hollandok eljutottak a délkelet-ázsiai szigetvilágba. A 18. században a Csendes-óceánt kutató angol James Cook felfedezései voltak a legeredményesebbek. A svéd Sven Hedin a 19. század végén átkelt az óceánokon, majd Szibérián keresztül kínai és tibeti területeket járt be.

### Magyar felfedezők
Ázsia megismeréséhez magyar kutatók is hozzájárultak. A legjelentősebbek: Kőrösi Csoma Sándor 1819-ben kezdődő útjai során gyalog és karavánnal bejárt különböző ázsiai utakat. Egy tibeti kolostorban elkészítette egy 40 000 szóból álló tibeti-angol szótárat és nyelvtant. Baktay Ervin maga is végighaladt Kőrösi útján, ezzel hitelesítve munkáját. Ő India őskultúrájával, és történelmével foglalkozott. Id. Lóczy Lajos geológus, geográfus Széchenyi Béla expedíciójának tagjaként a Himalája földtani szerkezetét vizsgálta. Stein Aurél brit támogatással vezetett expedíciókat Ázsiába. További kutatók: Vámbéry Ármin, Cholnoky Jenő, Prinz Gyula, Germanus Gyula, Xantus János.
A felfedezések után a 19. századtól Ázsia legértékesebb területeit főként európai gyarmatosítók foglalták el. A gyarmati uralom megszűnése hosszú harc eredményeként, a 20. század végére tehető.

## Földrajza
Ázsia szorosan kapcsolódik Európához. A két földrészt együttesen Eurázsiának nevezzük. 

### Ázsia régiói

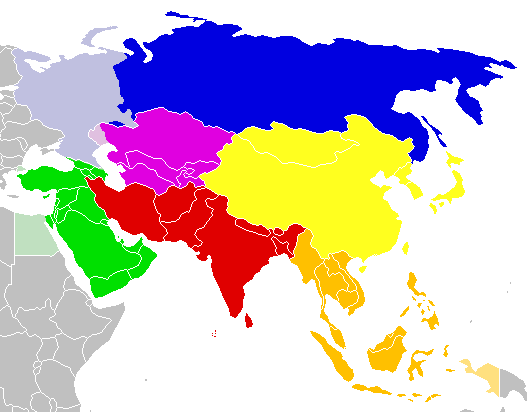
Ázsia régiói az ENSZ felosztása szerint:
Észak-Ázsia
Közép-Ázsia
Délnyugat-Ázsia
Dél-Ázsia
Kelet-Ázsia
Délkelet-Ázsia

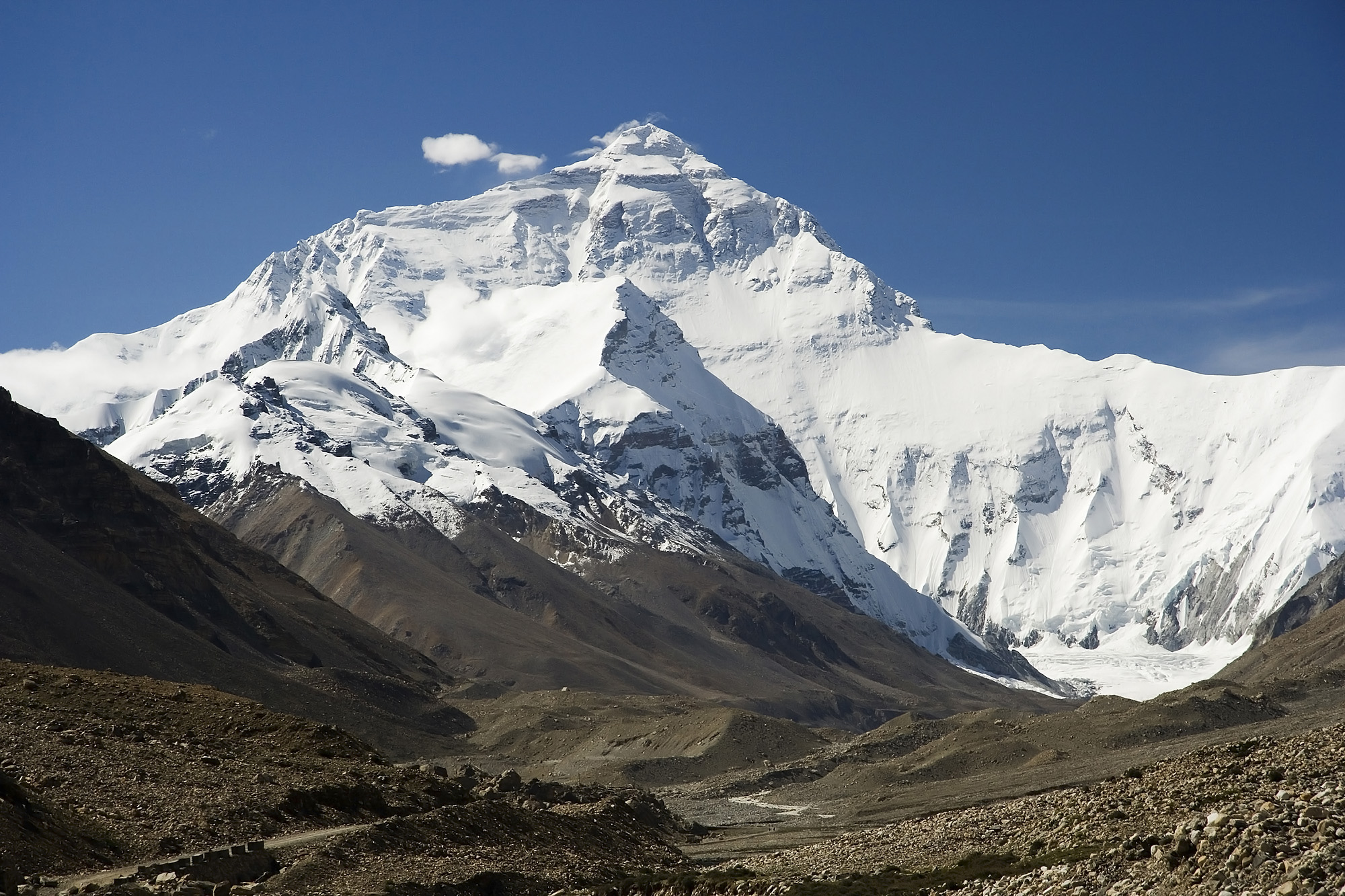
A Mount Everest a Földünk legmagasabb pontja.

Ázsia részei az ENSZ meghatározása alapján: 
- Észak-Ázsia,
- Közép-Ázsia (történeti fogalomként Belső-Ázsia szokott szerepelni),
- Kelet-Ázsia,
- Dél-Ázsia,
- Délnyugat-Ázsia,
- Délkelet-Ázsia.

### Határai
Határai: 
- északi részén a Jeges-tenger,
- északnyugaton: Európa és Ázsia határánál húzódik az Urál hegység, a Kaszpi-tenger, a Kaukázus, a Fekete- és a Földközi-tenger és a hozzájuk kapcsolódó tengerek.
- délnyugaton: Afrikától a Szuezi-csatorna, a Vörös-tenger és az Ádeni-öböl választja el.
- keleti részén a Bering-szoros, a Csendes-óceán és tengerei húzódnak,
- délen az Indiai-óceán és tengerei övezik.

### Szigetei, félszigetei
Főbb szigetcsoportjai:
- a Jeges-tenger szigetvilága,
- a Japán szigetvilág,
- a Fülöp-szigetek
- az Indonéz-szigetek.

Nagyobb félszigetei: 
- a Koreai-fsz.,
- az Indokínai-fsz.,
- a Maláj-félsziget,
- a Hindusztán-fsz.,
- az Arab-félsziget,
- a Kamcsatka-félsziget,
- Kis-Ázsia félszigete.

### Felszíne
Ázsia tájai rendkívül változatosak. A Földközi-tenger hullámaitól a Csendes-óceán hatalmas víztömegéig fiatal, magas, gyakran jégmezőkkel borított hegységek övezik a földrészt: Kaukázus, Zagrosz, Hindukus, Pamír, Himalája (Mount Everest, 8848 méter, a világ legmagasabb csúcsa), és az indonéz szigetekben folytatódó, még emelkedőben lévő burmai lánchegységek. Ázsia északi területén alföldek és fennsíkok szabdalják a szibériai pajzs prekambriumi sziklarétegeit. Ázsia mai felszíne alapvetően a negyedkori gleccserek tevékenysége folytán alakult ki.

### Kialakulása
Ázsia legősibb darabjai északon az Angara (Szibériai)-, keleten a Kínai-, délkeleten a Kambodzsai-masszívum, amelyek az Eurázsiai-lemez részei; míg délen az indiai Dekkán-masszívum és délnyugaton az Arab-tábla (Arábiai-lemez),
az ősi Gondvána-föld maradványai. A masszívumok már az őskorban letarolódtak.
Törmelékeikből gyűrődtek fel az ókori lánchegységek, amelyek pusztulása keletkezésükkel egyidőben megindult. Tönkjeik a harmadkorban összetöredeztek, és röghegységgé alakultak. A karbonkorban gyűrődött fel a kontinens határát képező Urál-hegység és az Altaidák vonulata. A harmadkorban két újabb hatalmas hegységrendszer: az Eurázsiai-hegységrendszer és a Pacifikus-hegységrendszer alakult ki. Előbbinél a gyűrődés játszotta a főszerepet egyenetlen vulkanizmussal kísérve, utóbbi
létrejötténél a vetődés volt a jellemző, erős vulkáni működéssel. A pacifikus övezetben napjainkban is gyakori a vulkáni kitörés és a földrengés.
Ázsia legfiatalabb – negyedkori – képződményei az alföldek, amelyek azt követően jöttek létre, hogy a hatalmas hegyláncok kiemelkedtek. Ekkor megnövekedett a folyók eróziós tevékenysége, és feltöltötték a sekélyebb öblöket, vízzel borított belső medencéket (például Mezopotámia, Kínai-alföld, az Indus alföldje, Hindusztáni-alföld). Ezek a feltöltések az egyes lemezeket (masszívumokat) szinte hozzáragasztották a kontinens központi tömbjeihez. Ilyen – tengeri és folyami feltöltéssel kialakult – hatalmas síkság a Nyugat-szibériai-alföld is, amely még az oligocénban is belső tenger volt. A kontinens mai alakját a negyedkorban érte el, de még jelenleg is változik, hiszen a lepusztulás-feltöltődés napjainkban is zajlik (például a Gangesz-delta).

### Vízrajza

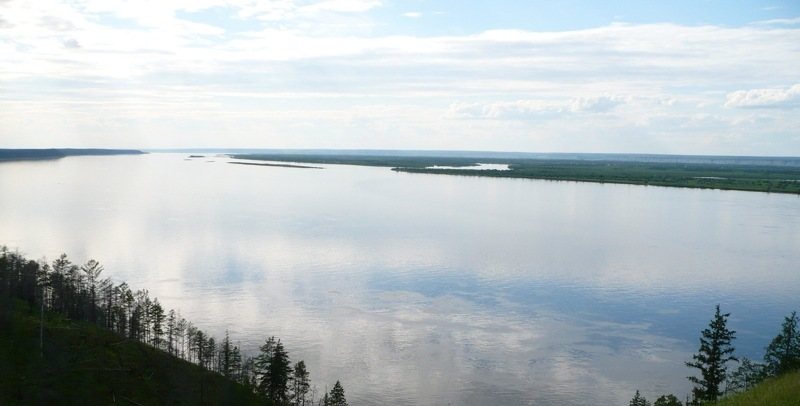
A Léna folyó

Ázsia vízrajzi hálózatát nagy mértékben befolyásolja az éghajlat és a domborzat, mondhatni ezeknek a függvénye. Szibéria vizét észak felé olyan nagy folyók, mint az Ob, a Jenyiszej és a Léna vezetik le, melyek télen a nagy hideg miatt befagynak, ezzel hatalmas árvizeket okozva a tavaszi olvadáskor. Nyugat-Ázsia és Közép-Ázsia vidékein a lefolyástalan területek a jellemzőek. A vizekben bővelkedő hegységekben a leereszkedő kevés folyó – a Tigris és az Eufrátesz kivételével – vagy a sivatagok homokjában tűnnek el, vagy beltengerekbe ömlenek. Ázsia monszun vidékein a bőséges esők duzzasztják a folyókat, melyek nyáron jelentősen megáradnak. Fontosabb ilyen folyók: Gangesz, Mekong, Jangce és a Huangho.

### Éghajlat

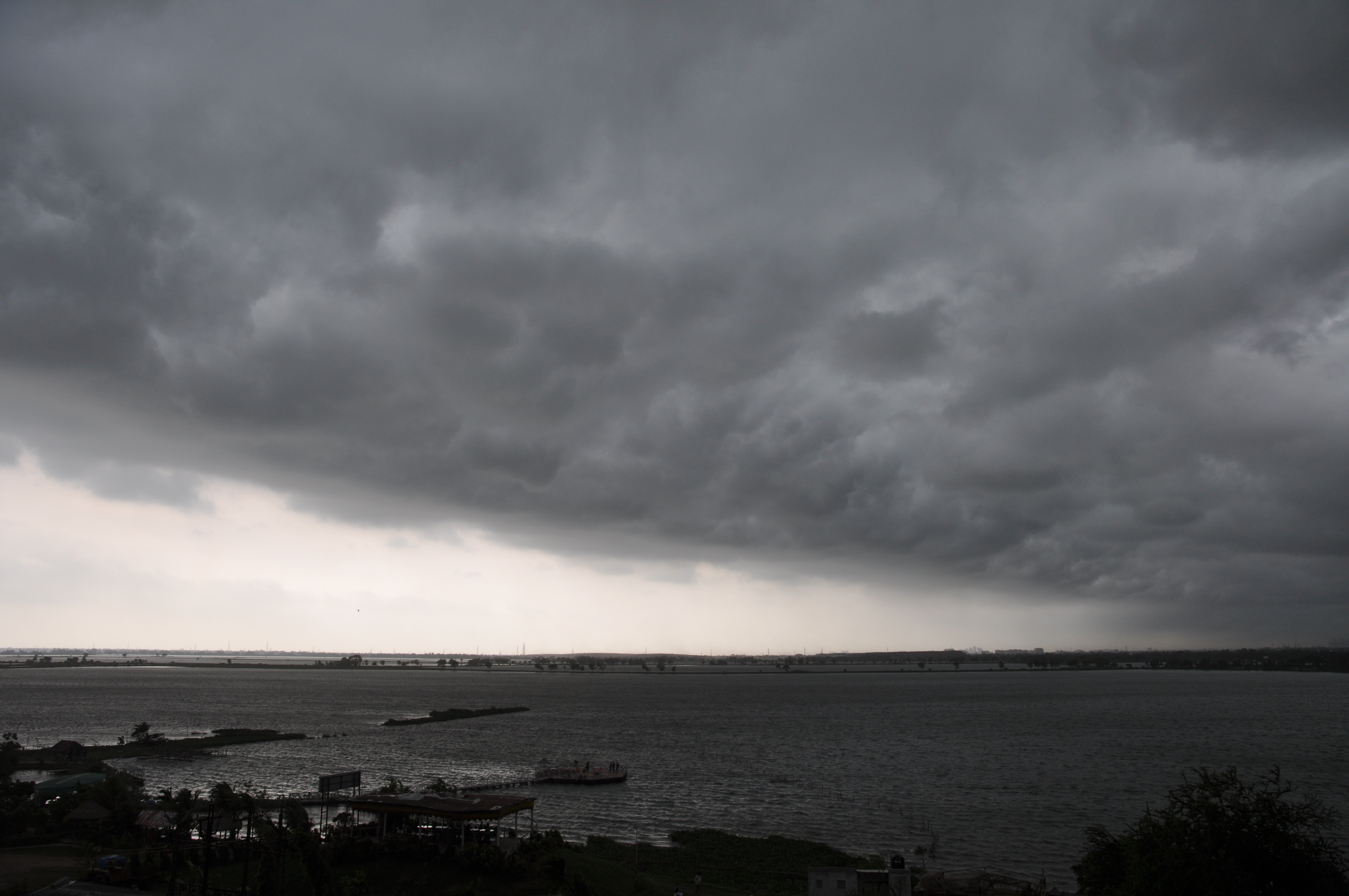
Monszunfelhők Kalkutta közelében

Ázsia éghajlata a terület nagysága és a változatos természeti viszonyai miatt igen változó. Ázsia északi részén poláris éghajlat uralkodik, ennek sajátossága az, hogy főként a zord telek következtében nagyok a hőmérsékleti különbségek és kevés a csapadék. Legészakabban a tundra, a tundranövényzet a jellemző, azaz sovány, mohás-zuzmós sztyepp. Délebbre a tajga övezet húzódik, illetve ahol túl kevés a csapadék a fákhoz ott füves puszták találhatók. Dél-Ázsia és Kelet-Ázsia vidékein monszun-éghajlat van. A tél száraz és hűvös, a nyár meleg és esős, mert a déli passzátszél behatol az északi félgömbre. Ez a nedvességet hozó szél a nyári monszun. Az eső – különösen a magaslatokon – rendkívül bőséges. Dél felé fokozatosan az egyenlítői éghajlat válik uralkodóvá. A vidéket olyan erdő borítja, ahol mérsékelt égövi és trópusi növényzet keveredik. Nyugat-Ázsia és Közép-Ázsia éghajlata a tengerszint feletti magasság (Arab-félsziget), illetve a tengertől távoli fekvés és a domborzati elrendezés (Tibet, Góbi sivatag) miatt száraz, helyenként hideg, máshol meleg, a csapadék kevés és rendszertelen, s a növénytakaró sem összefüggő. Csak Nyugat-Ázsia partszegélyén van igen enyhe mediterrán éghajlat.

### Talajtípusok

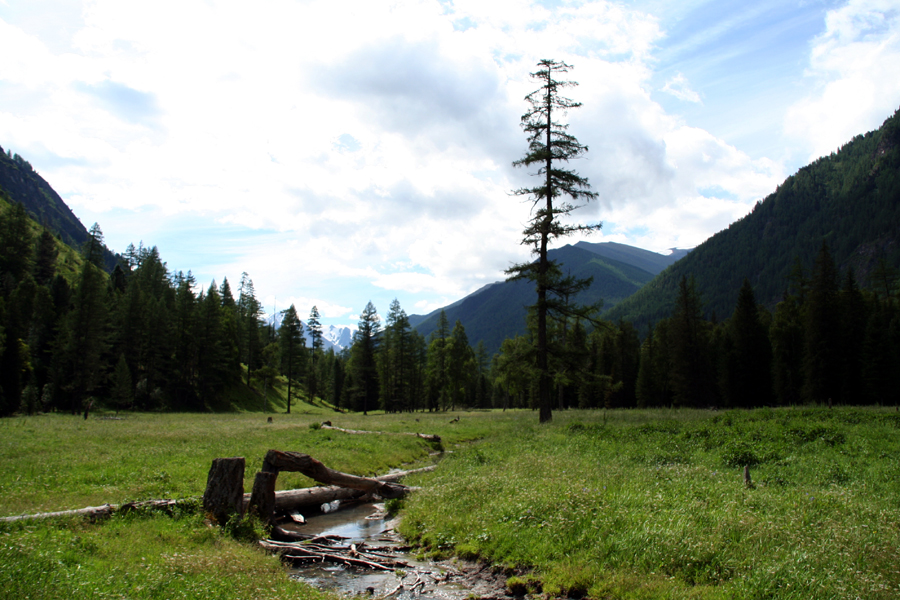
Sztyeppvidék Kínában

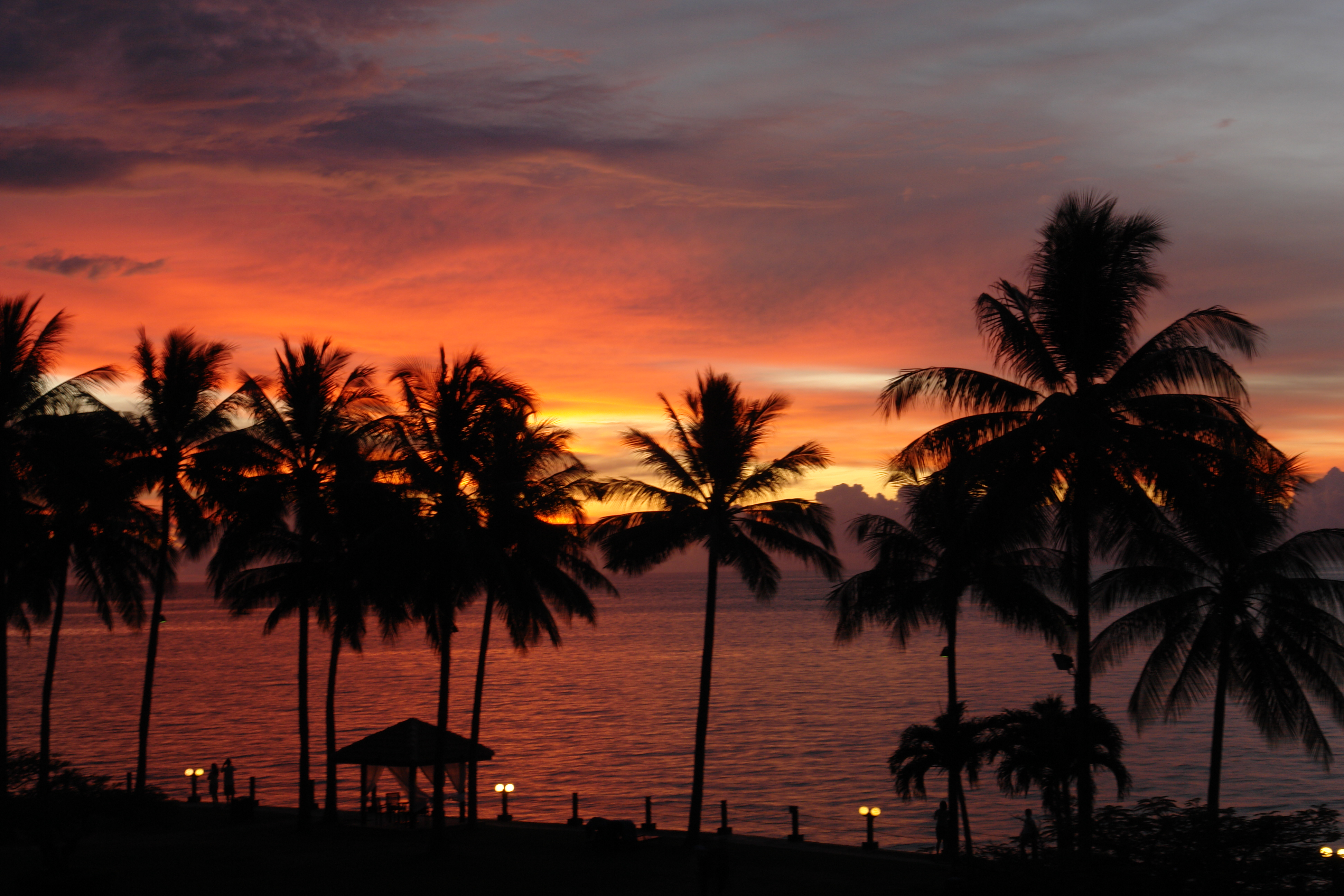
Egy ázsiai trópusi sziget

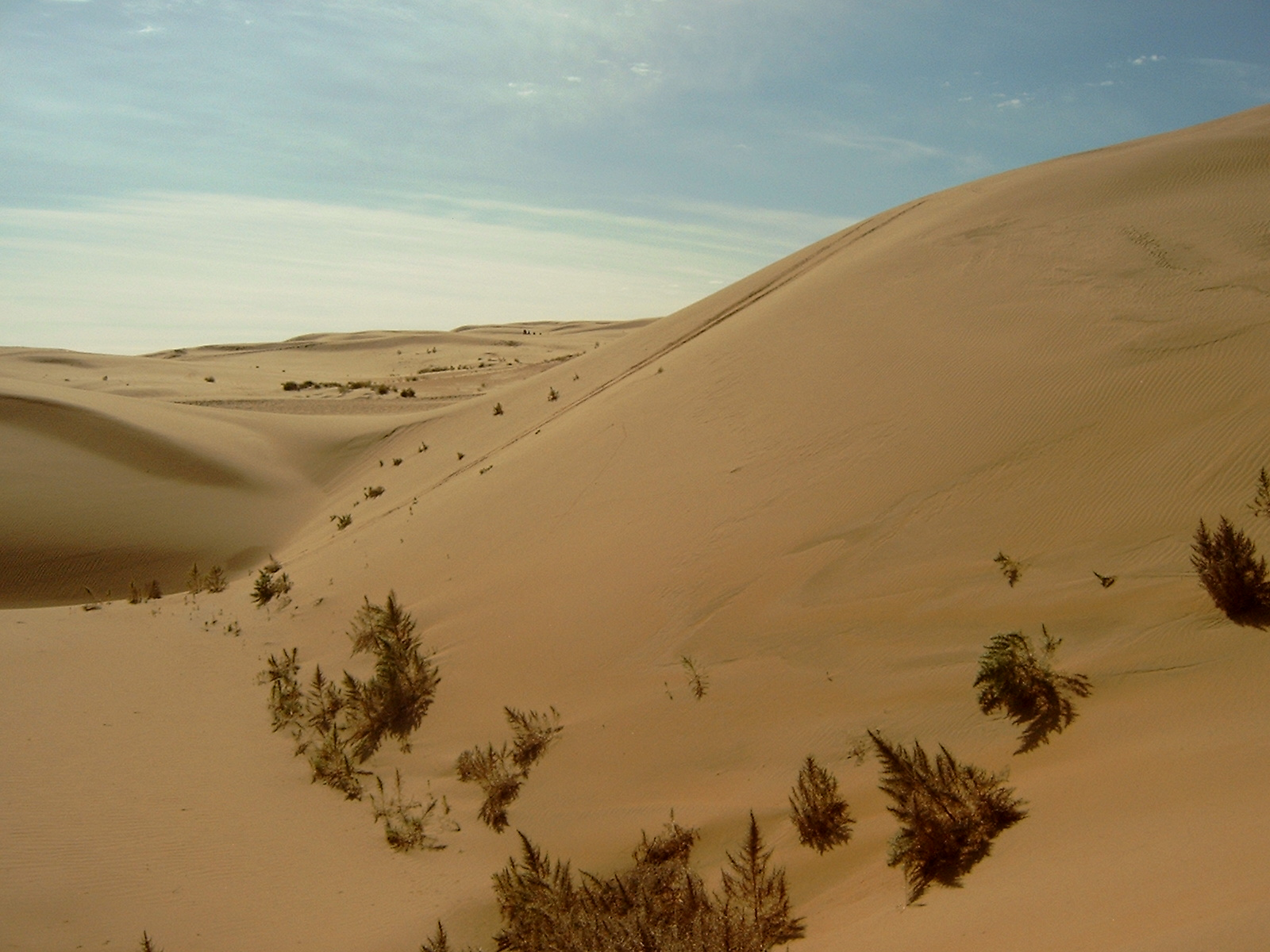
A Góbi sivatag

Ázsia egyik jellegzetessége, hogy a területén sokféle tájtípus fordul elő. Ezt nemcsak a nagy kiterjedése teszi lehetővé, hanem a domborzatának a nagyon eltérő tengerszint feletti magassága is.

### Flóra és fauna
A fő vegetációs övezetek vagy ökoövezetek (többnyire északról délre):
Tundra
Ázsia legészakibb részén terül el a fátlan tundra. A tundra talaja az év nagy részében befagy. A rövid nyár folyamán némileg felolvad. Ekkor a tundra kizöldül, kivirágzanak a tarka virágai. Legjellegzetesebb növénye a moha és a zuzmó. A fák közül többnyire csak elkorcsosodott nyírfák és fűzfák találhatók. Az állatvilág képviselői például a rénszarvas, a sarki nyulak és rókák, amelyek a legszélsőségesebb életfeltételeket is elviselik.
Mérsékelt égövi erdők, tajga
Észak-Ázsia legnagyobb részét tűlevelű erdő, a tajga borítja. Széles övezete a Nyugat-szibériai-alföldtől a Csendes-óceán partjáig húzódik. A fenyőfák lehullott tűlevele olyan anyagokat tartalmaz, amelyek befolyásolják a tajga talajának a tulajdonságait. Ezt a talajt podzolnak nevezzük. A mi erdeinktől eltérően a tajga csak nehezen járható.
A Távol-Keleten és a Kaszpi-tenger térségében főleg lombhullató erdők vannak.
Nyáron a helybéli emberek életét kellemetlenné teszi a rengeteg rovar, főleg a szúnyogok, mert az alacsonyan fekvő helyek mocsarasak. A tajga azonban a vadászok birodalma. A rénszarvasokon, medvéken, farkasokon és rókákon kívül előfordulnak ott a becses szibériai tigrisek is.
Sztyeppek
Közép-Ázsiában a sztyeppek keskeny sávja átmenetet képez a sivatagok és félsivatagok tájai felé. Kelet-Ázsiában a Sárga-folyó (Huang-ho) menti nagy kiterjedésű löszhátakon sztyeppek vannak. A lösztalajok a szél tevékenysége révén keletkeztek.
A pusztákon természetesen élő állatfajok közé tartoznak a vadlovak, a farkasok.
Sivatagok, félsivatagok
Sivatagok és félsivatagok húzódnak Közép-Kínától és Mongóliától kezdve egész Közép-Ázsián át az Arab-félszigetig. A sivatagok talajai terméketlenek, gyakran sok sót tartalmaznak. A szegényes növényzet lehetővé teszi a kecskék és a tevék tenyésztését; a magasabb fekvésű területeken, ahol valamivel több a nedvesség, juhokat tenyésztenek.
Hegyvidéki és sivatagi éghajlat, nagy nappali hőmérséklet ingadozásokkal és sok napsütéssel. 
A közép-ázsiai hegyek legfontosabb ragadozója a hópárduc.
Szubtrópusok
Kis-Ázsiát, a Kaukázuson túl és Kelet-Ázsia nagyobb részét a szubtrópusi tájak közé soroljuk. Ezeken a tájakon például teacserjét, gyapotot és citrusokat termesztenek.
Trópusi szavannák
A szavannák Ázsiában főleg a Hindusztáni-félszigeten (Elő-India) terülnek el, de Délkelet-Ázsiában is. Az indiai szubkontinensen él a ma már gyér létszámú bengáli tigris.
Trópusi monszun területek, mint például a Mekong-delta vidékén: a rizstermesztés dominál, a baromfi és a sertés pedig haszonállatként, valamint a halászat.
Állatvilága nem olyan gazdag, mint az afrikai szavannáké. Termékeny fekete- és szürketalajait azonban az ember sokkal jobban kihasználja mezőgazdasági célokra.
Trópusi erdők, esőerdők
Trópusi erdők, esőerdők és monszunerdők főleg Dél- és Délkelet-Ázsia szigetein, a Maláj-félszigeten és az Indokínai-félszigeten (Hátsó-India) nőnek. Az ember a partvidék vörös és vörössárga talajait mezőgazdaságilag hasznosítja. Az erdőirtások után gyakran az olyan monokultúrák termesztése jellemző, mint az olajpálma-ültetvények.
A parttól távolabbi belső területeken az erdők megőrizték az eredeti állapotukat és összetételüket (teak), valamint állatvilágukat (majmok – makákók, gibbonfélék, orangutánok). Az indonéz szigetvilágnak néhány szigetén Ausztráliára jellemző állatok is élnek, ilyen az erszényesek közé tartozó medvekuszkusz a Celebesz-szigeten.
A hegységekben megfigyelhető, hogy a növényzet és az állatvilág magassági övezetekbe rendeződött. A nagy népsűrűségű területeken az emberek általában kedvezőtlenül alakították át a tájat.

### Élővilág
- Trópusok, szubtrópusok
  - Növényvilág
  - Állatvilág

Egy bengáli tigris

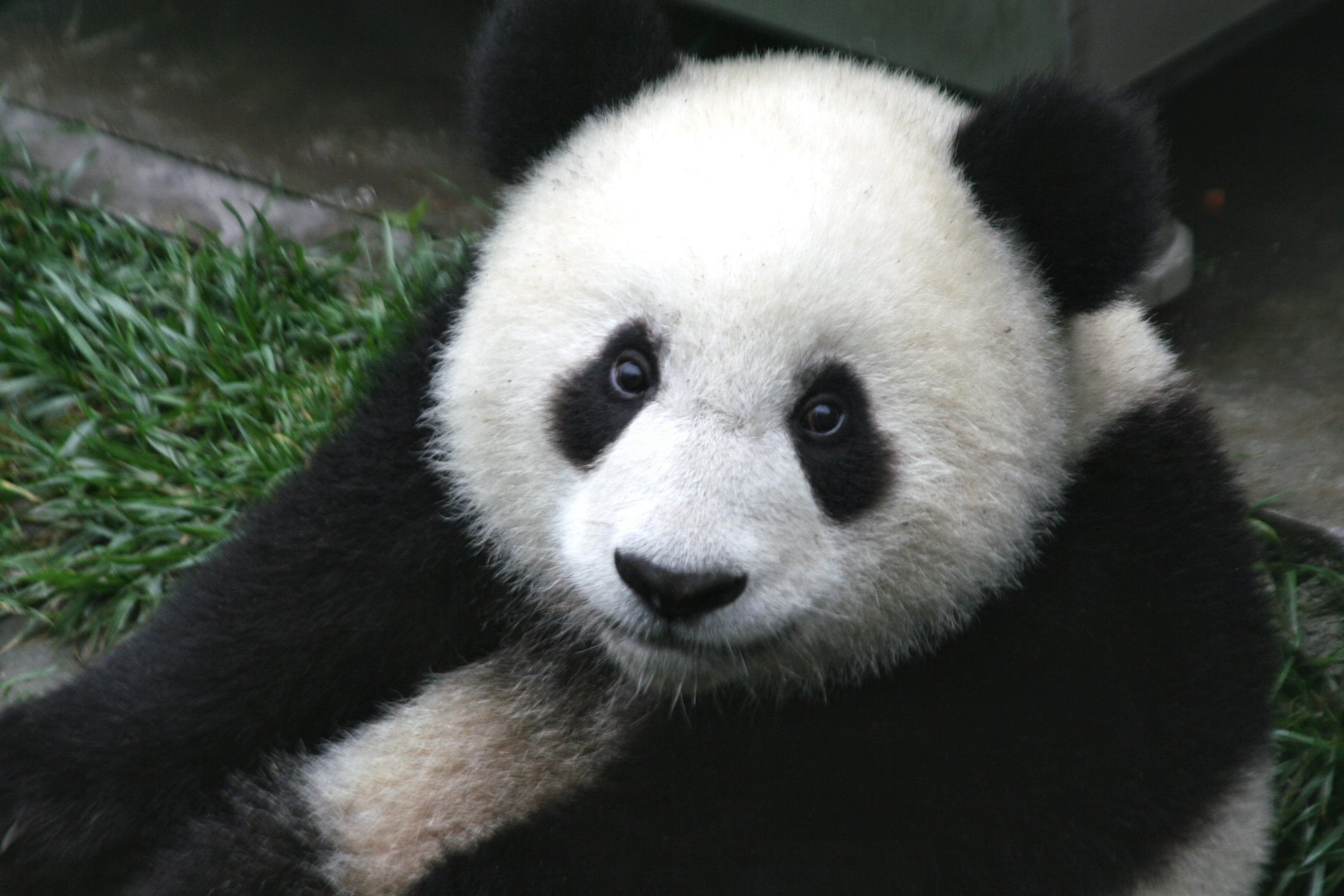
Óriáspanda egy kínai pandáknak létrehozott központban

    - majmok, félmajmok, tigris, indiai elefánt, orrszarvú
- Monszunterületek
  - Növényvilág
  - Állatvilág
    - szarvasfélék, tigris, fácánfélék
- Mediterrán területek
  - Növényvilág
  - Állatvilág
    - kétpúpú teve, antilop, vadszamár, jak
- Északi területek
  - Növényvilág
  - Állatvilág
    - medve, róka, farkas, szarvasfélék
- Tenger
  - Növényvilág
  - Állatvilág
    - bálna, fóka, jegesmedve, rozmár

→ 

### Természetvédelem
Az erdei természeti tájak védelme (főleg az esőerdők és monszunerdők meg a mérsékelt éghajlati öv erdeinek, sztyeppjeinek a védelme) a veszélyeztetett állatfajok, például a panda, a szibériai tigris, a Przsevalszkij-ló megmentését is jelenti.
Azt, hogy az emberi tevékenység kedvezőtlenül hat a természetre, bizonyítja például Közép-Ázsiában az Aral-tó fokozatos kiszáradása. A Himalájában nehézségeket okoz az alpinisták túlzott érdeklődése a 8000 méteres hegycsúcsok leküzdése iránt, valamint az ottani növekvő számú lakosság erdőt irtó tevékenysége.

## Demográfia

### Népesség
Ázsia a legnépesebb kontinens.
Itt él a Föld lakosságának több mint 60%-a.
2020-ban mintegy 4,7 milliárd fő él itt.

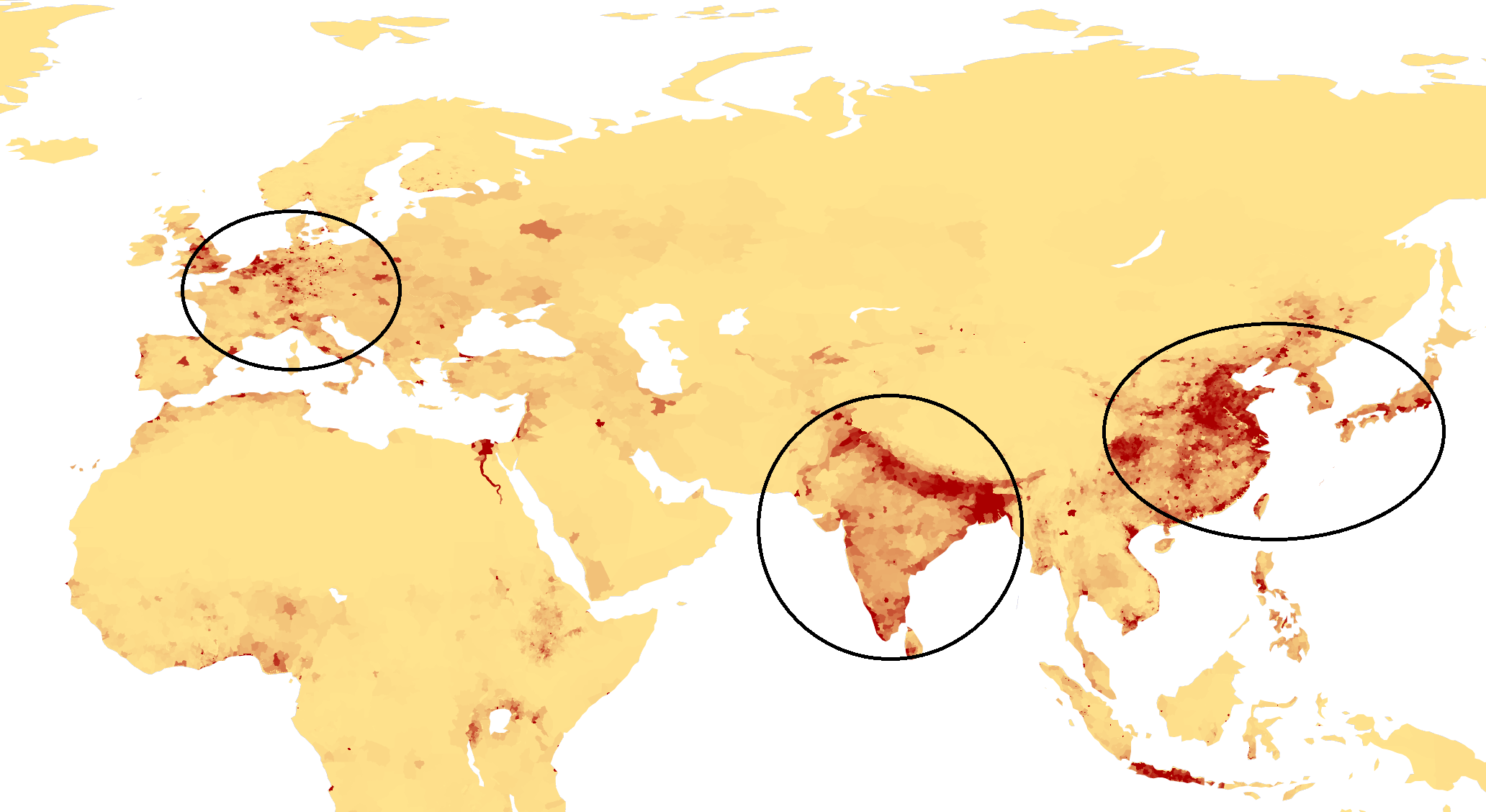
Népsűrűségi térkép

Népességének változása milliárd főben:

### Népsűrűség
Ázsia a legsűrűbben lakott világrész. Lakosságának az elhelyezkedése nagyon egyenlőtlen. Túlnyomórészt a kelet-kínai, indiai, japán, koreai, bangladesi, vietnámi, jávai, fülöp-szigeteki területek sűrűn lakottak. A lakosság jelentős száma a dél- és kelet-ázsiai nagy folyamok és a tengerpart közelében él. Ezzel szemben gyéren lakott a kontinens belső része, a belső- és nyugat-ázsiai sivatagok és a hegyvidéki területek.
A Kínai-alföld egyes részein 1 km²-re több mint 1000 lakos jut. (Ez kb. tízszerese a magyarországi népsűrűségnek.)
Számos ázsiai országban különféle problémákat okoz a lakosság számának a gyors növekedése. Ezeknek az országoknak a kormányai ezt különféleképpen, főleg gazdasági intézkedésekkel igyekeznek megoldani. Például sokoldalú előnyökben részesítik azokat a családokat, amelyek kis létszámúak, művelődési programokat szerveznek stb.

### Rasszok, nemzetek
Ázsia lakosságát két nagy rasszhoz (emberfajta) soroljuk. Délnyugat-, Dél- és Észak-Ázsiában az europid rassz képviselői vannak túlsúlyban, Ázsia többi részén pedig a mongoloid rassz.
A legnépesebb nemzetek: a kínai, a hindi, a bengáli, az indonéz és a japán nemzet.

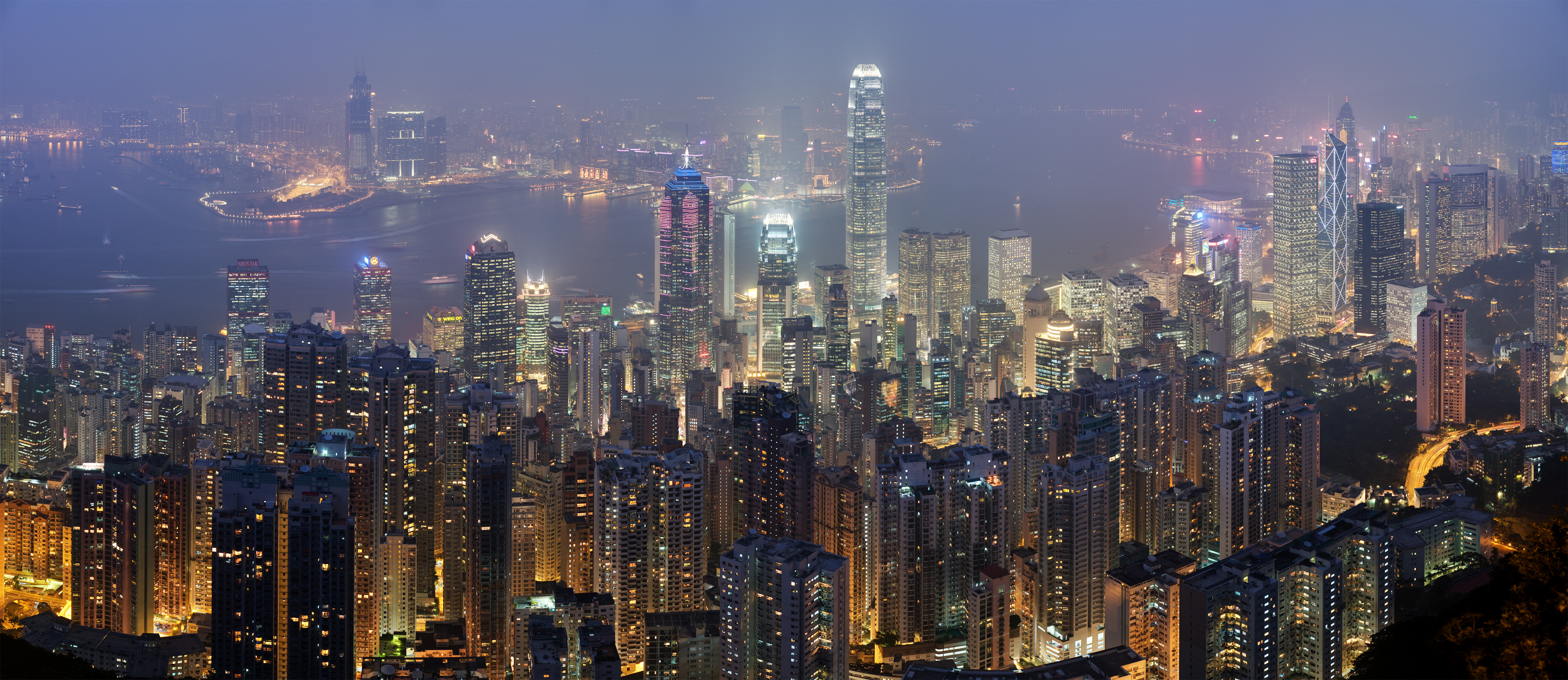
Hongkong városa

### Agglomerációk
Ázsiában gyorsan növekszik a városi lakosság részaránya; 2017-ben a teljes lakosság mintegy fele városlakó. Az emberek főleg a nagyvárosokba költözködnek. Japánban és Izraelben jelentős a városi lakosság túlsúlya. Sok ázsiai nagyváros, mint például  Tokió, Sanghaj, Peking, Kalkutta, Mumbai, Delhi, Karacsi, Jakarta, Bangkok, Manila, a világ legnagyobb várostömörülései közé sorolható.

### Vallás
Ázsia régi civilizációk őshazája, ezért számos világvallás innen származik. Némelyik, például a kereszténység és a judaizmus, elterjedt Európában és fokozatosan további világrészekben is. A buddhizmus, a hinduizmus, a sintoizmus és a taoizmus Ázsia egyes részein a legjelentősebb vallások.
A világrész déli részén főleg az iszlám terjedt el. Délnyugat-Ázsia csaknem valamennyi országának a lakója ennek a hitnek a híve. Jelentős ez a vallás Dél-Ázsiában (Pakisztán, Banglades) és Délkelet-Ázsiában is (Malajzia, Indonézia). Sok muzulmán él Indiában is.

## Térségei és országai

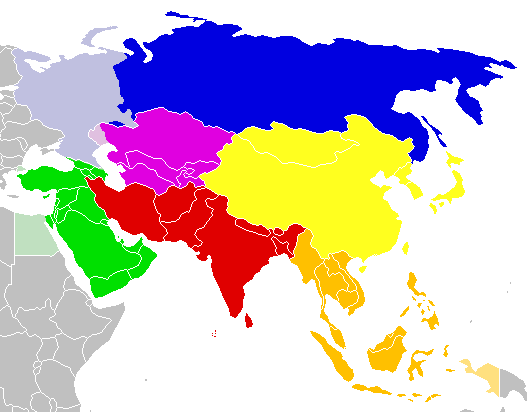
Ázsia régiói az ENSZ statisztikai hivatala alapján
Észak-Ázsia
Közép-Ázsia
Nyugat-Ázsia (Közel-Kelet)
Dél-Ázsia
Kelet-Ázsia (Távol-Kelet)
Délkelet-Ázsia

A természeti környezet jellege és a gazdasági viszonyok alapján az ázsiai világrészt négy nagy térségre osztjuk. Ezek: 
- 1) a délnyugati,
- 2) a déli és a délkeleti,
- 3) a keleti és középső,
- 4) az északi.

Az északi térségben Oroszország ázsiai része terül el. Tekintettel arra, hogy Oroszország gazdasági súlypontja Európában van, az ázsiai részét is az Oroszországi Föderáció földrajzi jellemzésébe soroljuk Európa keretében.

### Délnyugat-Ázsia
Két óceán, az Atlanti- és az Indiai-óceán perem- és beltengerei mossák a legtöbb délnyugat-ázsiai ország partjait.
Idesoroljuk a térség két legfejlettebb országát: Törökországot és Izraelt, továbbá az Arab-félszigetet és a Perzsa-öböl országait (Szíria, Libanon, Jordánia, Szaúd-Arábia, Irán, Irak stb.), valamint Ciprust. Külön csoportba tagoljuk a Kaukázuson túli országokat, Grúziát, Örményországot és Azerbajdzsánt.

### Dél- és Délkelet-Ázsia
Dél- és Délkelet-Ázsia az összes ázsiai térség közül a legnépesebb. Ez a legtermékenyebb térség, bár a felszíne túlnyomórészt hegyvidéki jellegű, és a partvidéki alföldeken kívül ott csak a Hindusztáni-alföld terül el. A lakosság gyakran a hegyoldalakon teraszokat alakít ki, hogy ezeken mezőgazdasági terményeket termeszthessen.
A kiterjedése és a lakosság száma alapján Dél-Ázsia legnagyobb állama India, a délkelet-ázsiai térségé Indonézia.

### Kelet-Ázsia és Belső-Ázsia
Kína, Japán, a Koreai Köztársaság és a Koreai Népi Demokratikus Köztársaság Kelet-Ázsiában terül el. Belső-Ázsiában fekszik Kína egy része, Mongólia (melyet gyakran Kelet-Ázsiához is sorolnak), valamint Afganisztán és az egykori Szovjetunió köztársaságai közül Kazahsztán, Üzbegisztán, Kirgizisztán, Türkmenisztán és Tádzsikisztán. Az utóbbiakat összefoglaló néven Közép-Ázsiának is nevezik. A Belső-Ázsia kifejezést ugyanakkor gyakran csak Mongóliára és Kína nyugati felére használják.
A térség eltérő természeti feltételei befolyásolják a lakosság elhelyezkedését. A hegyvidéki jellegű, illetve sztyeppés Közép-Ázsiában a száraz éghajlat, valamint a nyár és a tél közötti nagy hőmérsékleti különbségek nem kínálnak kedvező életfeltételeket az emberek nagyobb csoportjai számára. A Csendes-óceán peremtengerei közelében elterülő térségek sűrűn lakott területek, sőt a Kínai-alföld egyes részein már a túlnépesedés figyelhető meg (Kína, Japán).

## Ázsia országai

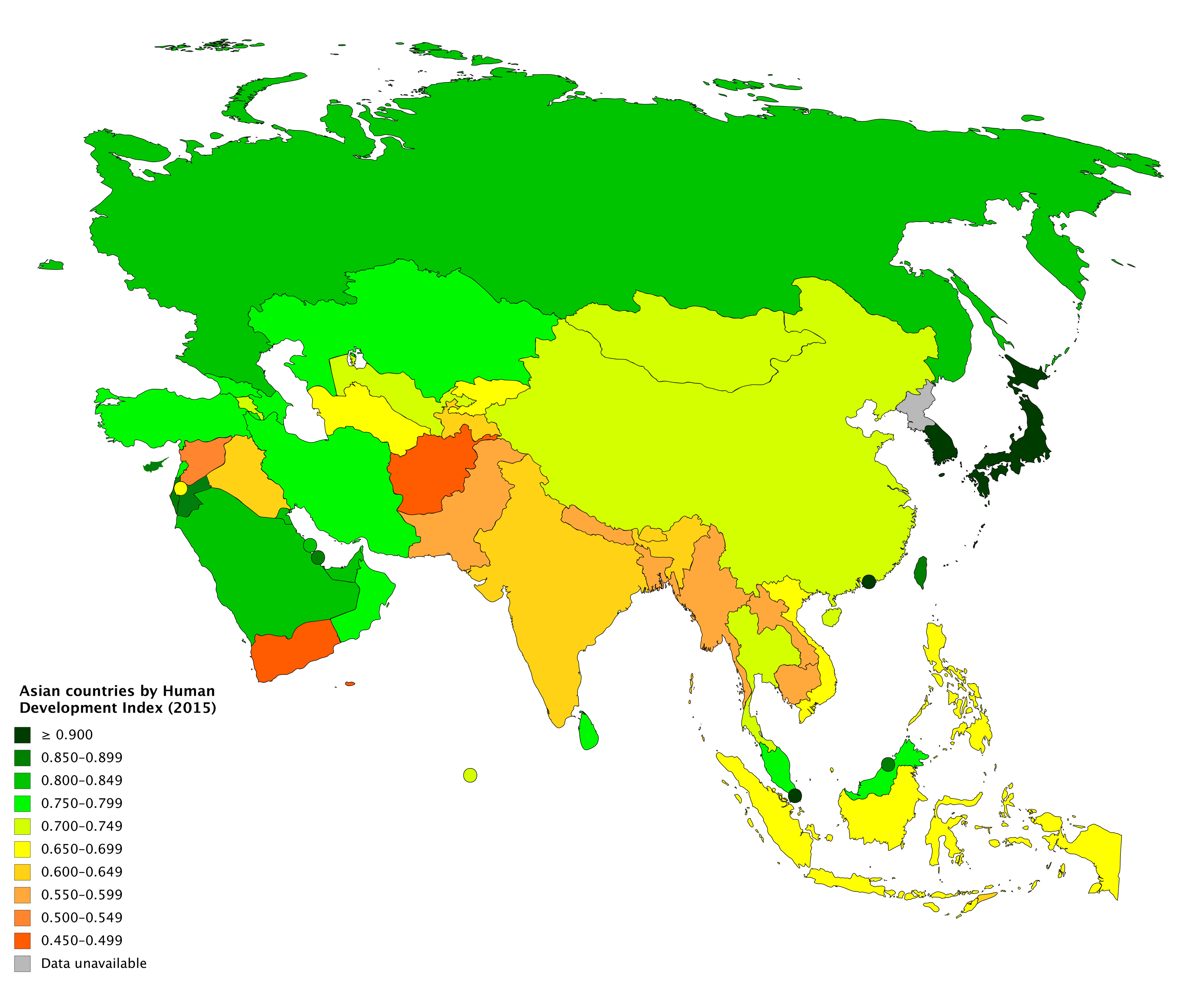
Ázsia országai az emberi fejlettségi index alapján
(2015 – a sötétzöld a legmagasabb, piros a legalacsonyabb)

### Független államok
| - Afganisztán - Azerbajdzsán - Bahrein - Banglades - Bhután - Brunei - Ciprus - Dél-Korea - Egyesült Arab Emírségek - Egyiptom - Észak-Korea - Fülöp-szigetek - Grúzia - India - Indonézia - Irak - Irán - Izrael - Japán - Jemen - Jordánia - Kambodzsa - Katar - Kazahsztán - Kelet-Timor | - Kína - Kirgizisztán - Kuvait - Laosz - Libanon - Malajzia - Maldív-szigetek - Mianmar - Mongólia - Nepál - Omán - Oroszország - Örményország - Pakisztán - Srí Lanka - Szaúd-Arábia - Szingapúr - Szíria - Tádzsikisztán - Thaiföld - Törökország - Türkmenisztán - Üzbegisztán - Vietnám |

### Függő területek
| - Akrotíri és Dekélia - Kókusz-szigetek - Karácsony-sziget |

### Nem elismert, de facto államok
| - Abházia - Dél-Oszétia - Észak-Ciprus - Hegyi-Karabah - Tajvan - Tamil Ílam |

### Bizonytalan státuszú területek
| - Palesztina (Ciszjordánia és Gázai-övezet) |

### Ázsián kívüli állam ázsiai területe
- Sínai-félsziget ( Egyiptom)

## Az országok régiónként
| Ország                                 | Főváros                       | Terület (km²)                    | Népesség (2016)                     |
| Észak-Ázsia                            | Észak-Ázsia                   | Észak-Ázsia                      | Észak-Ázsia                         |
| -------------------------------------- | ----------------------------- | -------------------------------- | ----------------------------------- |
| Oroszország* (az európai rész nélkül)  | Moszkva                       | 13.122.850 (csak az ázsiai rész) | kb. 38 millió (csak az ázsiai rész) |
| Kelet-Ázsia                            |                               |                                  |                                     |
| Kína                                   | Peking                        | 9.572.419                        | 1.380.000.000                       |
| Tajvan                                 | Tajpej                        | 35.980                           | 23.500.000                          |
| Japán                                  | Tokió                         | 377.835                          | 126.900.000                         |
| Mongólia                               | Ulánbátor                     | 1.565.500                        | 3.000.000                           |
| Észak-Korea                            | Phenjan                       | 122.762                          | 25.000.000                          |
| Dél-Korea                              | Szöul                         | 99.392                           | 50.700.000                          |
| Dél-Ázsia                              |                               |                                  |                                     |
| Afganisztán                            | Kabul                         | 647.500                          | 32.200.000                          |
| Banglades                              | Dakka                         | 144.000                          | 160.400.000                         |
| Bhután                                 | Thimphu                       | 47.000                           | 800.000                             |
| India                                  | Új-Delhi                      | 3.287.590                        | 1.314.100.000                       |
| Maldív-szigetek                        | Malé                          | 298                              | 300.000                             |
| Nepál                                  | Kathmandu                     | 147.181                          | 28.000.000                          |
| Pakisztán                              | Iszlámábád                    | 803.940                          | 199.000.000                         |
| Srí Lanka                              | Szrí Dzsajavardhanapura Kótté | 65.610                           | 20.900.000                          |
| Délkelet-Ázsia                         |                               |                                  |                                     |
| Brunei                                 | Bandar Seri Begawan           | 5.770                            | 400.000                             |
| Indonézia                              | Jakarta                       | 1.912.988                        | 255.700.000                         |
| Kambodzsa                              | Phnom Penh                    | 181.040                          | 15.400.000                          |
| Laosz                                  | Vientián                      | 236.800                          | 6.900.000                           |
| Malajzia                               | Kuala Lumpur                  | 329.750                          | 30.800.000                          |
| Mianmar                                | Nepjida                       | 676.600                          | 52.100.000                          |
| Fülöp-szigetek                         | Manila                        | 300.000                          | 103.000.000                         |
| Szingapúr                              | Szingapúr                     | 682                              | 5.500.000                           |
| Thaiföld                               | Bangkok                       | 513.115                          | 65.100.000                          |
| Kelet-Timor                            | Dili                          | 15.007                           | 1.200.000                           |
| Vietnám                                | Hanoi                         | 331.690                          | 91.700.000                          |
| Délnyugat-Ázsia                        |                               |                                  |                                     |
| Egyiptom (csak a Sínai-fsz.)           | Kairó                         | 60.000 (csak a Sinai-fsz.)       | ≈1.300.000 (csak a Sinai-fsz.)      |
| Örményország                           | Jereván                       | 29.800                           | 3.000.000                           |
| Azerbajdzsán                           | Baku                          | 86.600                           | 9.700.000                           |
| Bahrein                                | Manama                        | 711                              | 1.400.000                           |
| Grúzia                                 | Tbiliszi                      | 69.700                           | 3.800.000                           |
| Irak                                   | Bagdad                        | 437.072                          | 37.100.000                          |
| Irán                                   | Teherán                       | 1.648.195                        | 78.500.000                          |
| Izrael                                 | Jeruzsálem                    | 22.380                           | 8.400.000                           |
| Jemen                                  | Sanaa                         | 527.970                          | 26.700.000                          |
| Jordánia                               | Amman                         | 89.342                           | 8.100.000                           |
| Katar                                  | Doha                          | 11.437                           | 2.400.000                           |
| Kuvait                                 | Kuvaitváros                   | 17.820                           | 3.800.000                           |
| Libanon                                | Bejrút                        | 10.452                           | 6.200.000                           |
| Omán                                   | Maszkat                       | 309.500                          | 4.200.000                           |
| Palesztina**                           | Rámalláh                      | 6.220                            | 4.500.000                           |
| Szaúd-Arábia                           | Rijád                         | 2.240.000                        | 31.600.000                          |
| Szíria                                 | Damaszkusz                    | 185.180                          | 17.100.000                          |
| Törökország (az európai Trákia nélkül) | Ankara                        | 779.452                          | 67.000.000                          |
| Egyesült Arab Emírségek                | Abu-Dzabi                     | 83.600                           | 9.600.000                           |
| Ciprus*                                | Nicosia                       | 9.251                            | 775.927                             |
| Közép-Ázsia                            |                               |                                  |                                     |
| Kazahsztán (az európai rész nélkül)    | Nur-Szultan                   | 2.717.300                        | 17.500.000                          |
| Kirgizisztán                           | Biskek                        | 198.500                          | 6.000.000                           |
| Tádzsikisztán                          | Dusanbe                       | 143.100                          | 8.500.000                           |
| Türkmenisztán                          | Aşgabat                       | 488.100                          | 5.400.000                           |
| Üzbegisztán                            | Taskent                       | 447.400                          | 31.300.000                          |

## Ajánlott irodalom

### Általános munkák
- Detre Józsefné (szerk.): A Kultúra Világa. A Világ Népei – Ázsia [Budapest, 1965.]
- Kiszely István: A Föld népei 2. – Ázsia népei [Budapest, 1984.]
- Stefány Judit et al.: Ázsiai kultúrák [Alternatív Közgazdasági Gimnázium Alapítvány, 1994.]
- Winfried Scharlau: Ázsia, Ausztrália [ADAC, Dunakönyv Kiadó, Budapest, 1993.]
- Boros János: A Kaukázus – a népek hegye [Budapest, 1980.]
- Oláh László: Kelet [Pátria, Budapest, 1990.]
- Patkó Imre: Tibet [Budapest, 1957.]
- Baktay Ervin: India Bölcsessége [Budapest, 1943.]
- Mayer, Adrian: India [Biográf, Budapest, 1996.]
- Waterstone, Richard: India [Magyar Könyvklub – Helikon, Budapest, 1996.]
- Wojtilla Gyula: A Mesés India [Gondolat, Budapest, 1988.]

### Kultúra
- Alleg, Henri: Vörös Csillag és Zöld Félhold [Budapest, 1988.]
- Bacski György (szerk.): Szovjetunió [Panoráma útikönyvek, Budapest, 1979.]
- Balázs, Etienne: Gazdaság és társadalom a régi Kínában [Budapest, 1976.]
- Balogh András: Társadalom és politika a gyarmati Indiában [Budapest, 1977.]
- Béládi László – Miszlivecz Ferenc (szerk.): Történelmi átmenetek, átmeneti társadalmak [Fejlődéstörténeti Tanulmányok II., Budapest, ELTE JTK1983.]
- Bitterli, Urs: „Vadak” és „Civilizáltak” [Budapest, 1882.]
- Bodrogi Tibor – Boglár Lajos (szerk.): Törzsi művészet II. kötet: Amerika, Ázsia [Budapest, 1981.]
- Boulnois, Luce: A Selyemút [Budapest, 1972.]
- Brentjes, Burchard: Kánok, szultánok, emírek [Budapest, 1985.]
- Ecsedy Ildikó: Hétköznapok és ünnepek a régi Kínában [Budapest, 1990.]
- Ecsedy Ildikó: Nomádok és kereskedők Kína határán [Budapest, 1972.]
- Erdélyi István: Ázsiai lovas nomádok [Budapest, 1982.]
- Fitzgerald, Patrick: Az ősi Kína [Budapest, 1978.]
- Gáthy Vera: Államigazgatás a gyarmati és független Indiában [Budapest, 1985.]
- Gáthy Vera: Kasztok és falvak a változó Indiában [Fejlődéstörténeti Tanulmányok. Regionális., Budapest, ELTE JTK1985.]
- Halász György: Afganisztán gyújtópontban [Budapest, 1980.]
- Kidder, Edward: Az ősi Japán [Budapest, 1987.]
- Maspero, Henri: Az ókori Kína [Budapest, 1978.]
- Maszanori, Jamadzsi: Japán, történelem és hagyományok [Budapest, 1976.]
- Pilbeam, Mayis: Nagy civilizációk [Budapest, 1990.]
- Terebess Gábor: Ezerízű Kína [Budapest, 1986.]
- Tőkei Ferenc: Őstársadalmak és ázsiai termelési mód [Budapest, 1982.]

### Útleírások
- Baktay Ervin: Kőrösi Csoma Sándor [Budapest, 1962.]
- Bakonyi Péter: Kalandok Keleten [Interart, Budapest, 1990.]
- Bodrogi Tibor (szerk.): Messzi népek magyar kutatói [Budapest, 1978.]
- Brunton, Paul: India titkai [Sorger, Budapest, 1991.]
- David-Neel, Alexander: Mágusok között Tibetben [Sorger, Budapest, 1991.]
- Györffy György (közr.): Julianus, Plano Carpini és Rubruk útijelentései [Budapest, 1965.]
- Hedin, Sven: A rejtelmes India felé I-II. [Budapest, én.]
- Hedin, Sven: Első utam Ázsiába [Budapest, én.]
- Jankó János: Zichy Jenő gróf kaukázusi és középázsiai utazásai [Budapest, 1897.]
- Landor, Henry S.: Utazás a rejtelmes Tibetbe [Tolnai, Budapest, 1930.]
- Ligeti Lajos: Sárga Istenek, Sárga Emberek [Kentaur, Budapest, 1988.]
- Molisch, Hans: A felkelő nap országában [Budapest, 1930.]
- Takács Zoltán: Buddha Útján…1-2. [Akadémia, Budapest, 1938.]
- Vajda Imre (ford.): Marco Polo utazásai [Budapest, 1963.]

## Kapcsolódó témák
- Ázsia országai
- Eurázsia
- Ázsia kultúrája
- Észak-Ázsia művészete
- Közép-Ázsia művészete
- Délkelet-Ázsia művészete
- Ázsia vasúti közlekedése